# Beth Bowman Hess
Beth Bowman Hess (geboren 13. September 1928 in Buffalo; gestorben 17. Oktober 2003 in Mount Hope, New Jersey) war eine US-amerikanische feministische Soziologin und Gerontologin, die als Professorin am County College of Morris forschte und lehrte. Sie war Präsidentin verschiedener soziologischer Gesellschaften.

## Werdegang und Wirken
Hess schloss 1950 ihr Studium am Radcliffe College mit einem B.A. ab. Ihren Doktortitel in Soziologie erhielt sie 1971 von der Rutgers University. Von 1969 bis 1997 war sie Professorin für Soziologie am County College of Morris.
Laut Judith Lorber spiegeln Hess’ Forschungen und Schriften eine breit angelegte und humanistische Perspektive wider, wobei der Schwerpunkt auf zeitgenössischen sozialen Problemen lag. In ihrer Arbeit stellte sie die sozialen Probleme nicht als die der älteren Menschen, Frauen und Ehefrauen dar, sondern als die der sozialen Ordnung, die sie ausgrenzt, ausbeutet und herabsetzt. Sie war eine Feministin, die sich dafür einsetzte, Geschlecht als eine soziale Konstruktion, ein Machtverhältnis und einen strukturellen Faktor mit massiven materiellen Folgen zu betrachten, und sie war eine Humanistin, die die wirksame Handlungsfähigkeit und das lebenslange Potenzial für Veränderungen in jedem Einzelnen würdigte.
Hess war Präsidentin der Association for Humanist Sociology (1986/1987), der Sociologists for Women in Society (1987–1989), Eastern Sociological Society (1988/1989) und der Society for the Study of Social Problems (1994/95).